# Prix littéraire de l’armée de Terre – Erwan Bergot
Der Prix littéraire de l’armée de Terre – Erwan Bergot ist ein mit 3000 Euro (Stand: 2024) dotierter französischer Literaturpreis, der jährlich durch die französische Armee verliehen wird. Er wurde 1995 in Erinnerung an Erwan Bergot, Heeresoffizier und Militärschriftsteller, gestiftet. Ausgezeichnet werden Werke in französischer Sprache mit militärhistorischem Bezug. Seit 2011 können auch Arbeiten, ohne Preisträger zu sein, eine „besondere Erwähnung“ erfahren. Der Jury gehören die drei ordentlichen Mitglieder Bertrand Ract-Madoux (Oberbefehlshaber des französischen Heeres), Jeannine Balland-Bergot und Bruno Louisfert an. Darüber hinaus werden für drei Jahre insgesamt dreizehn Juroren, das sind hochrangige Militärs und weitere Persönlichkeiten des zivilen öffentlichen Lebens, gewählt.

## Preisträger
- 1995: Hélie de Saint Marc für Les champs de braises
- 1996: Frédéric Pons für Les Français à Sarajevo: les bataillons piégés, 1992–1995
- 1997: keine Verleihung
- 1998: Guy Perrier für Pierre Brossolette: Le visionnaire de la résistance
- 1999: Jean-Christophe Rufin für Les Causes perdues
- 2000: François Bizot für Le portail
- 2001: Étienne de Montety für Honoré d'Estienne d'Orves, un héros français
- 2002: Jean-Marie Selosse für L'arbre de proie
- 2003: Pierre Schoendoerffer für L'aile du Papillon
- 2004: Anne Nivat für Lendemains de guerre
- 2005: Pierre Miquel für Austerlitz
- 2006: Jean Raspail für En canot sur les chemins d'eau du roi: Une aventure en Amérique
- 2007: Jean-François Deniau für L'oubli
- 2008: Denis Tillinac für Dictionnaire amoureux de la France
- 2009: Dominique de La Motte für De l'autre côté de l'eau
- 2010: Michel Bernard für Le Corps de la France
- 2011: Guillemette de Sairigné für La Circassienne
- 2012: Pierre Darcourt für L'honneur et le sang. Les guerriers sacrifiés
- 2013: Pierre Mari für Les grands jours
- 2014: Andreï Makine für Le pays du lieutenant Schreiber
- 2015: Sylvain Tesson für Berezina
- 2016: Jean-Christophe Notin  für Maréchal Juin
- 2017: Jean-René Van der Plaetsen für La Nostalgie de l’honneur
- 2018: Nicolas Mingasson für Pilotes de combat

## Besondere Erwähnung
- 2011: Christophe Tran Van Can für Journal d'un soldat français en Afghanistan
- 2012: Joël Dicker für Les derniers jours de nos pères
- 2013: Brice Erbland für Dans les griffes du tigre
- 2014: Michel Goya für Sous le feu
- 2015: Bernard Barrera für Opération Serval
- 2016: Pierre-Henri Aubry für Le général Lanrezac
- 2017: François Cochet und Rémy Porte für Histoire de l’armée française 1914–1918
- 2018: Patrick Carantino für Zinoview – Cendrars : deux légionnaires dans la Grande Guerre